# 邵續
邵續（？—？），字嗣祖，魏郡安陽人。西晉末年官員，官至冀州刺史，在西晉末年北方大部分國土失陷後仍長時間據厭次城(位於今山東省阳信县雷家邵城洼)抵抗外族政權，但最終被俘。

## 生平
邵續初任成都王司馬穎的參軍，當時司馬穎以大將軍身份鎮鄴城，不欲於其六兄長沙王司馬乂於洛陽以太尉、都督中外諸軍事身份主政妨礙他專權，故雖然司馬乂事無大小都會諮詢司馬穎，而司馬穎卻仍要討伐他。邵續進諫：「邵續聽說兄弟就如左右手，現在明公要正抵抗全天下的敵人，卻想斬去一隻手？我不明白呀。」然而司馬穎不聽。後邵續當苟晞參軍，任沁水令。
邵續眼見天下愈見混亂，於是棄職返家，在當地交結亡命之人，招集了數百人。王浚假邵續為綏集將軍、樂陵太守，駐屯厭次，並以邵續兒子邵乂當自己督護。邵續在厭次安撫因戰亂而流離的人，故得很多人歸附。建興二年（314年），石勒攻滅王浚勢力，派了邵乂去招降邵續，邵續見自己孤立無援，就是也答應降附於石勒，石勒又以邵乂當自己督護。不久，石勒置的幽州刺史劉翰在石勒離開後就叛歸晉朝，招晉幽州刺史段匹磾佔據薊城。段匹磾寫信邀邵續復歸晉朝，邵續自以為晉盡忠，不顧兒子的安危而與石勒斷絕關係，讓一直堅持邵續不要歸附胡人，並提議聯結時在建康的琅琊王司馬睿的劉胤出使建康。因著邵續反叛，邵乂亦因而遭石勒殺害。邵續顧慮石勒來攻，於是向段匹磾請求援助，段匹磾就派了弟弟段文鴦支援厭次，而文鴦趕到之時邵續已遭石勒所率的八千騎兵圍攻。石勒部眾一向害怕鮮卑兵，故石勒在知道段文鴦增援就拋棄攻城器具東走，邵續聯同文鴦率兵追擊，追到安陵趕不上，只有俘虜石勒所署官員及三千多家人回去，並且派騎兵抄掠常山，俘了二千家人。建興四年（316年），石勒攻樂平太守韓據，他任命的南和令趙領招合廣川、平原、渤海三郡共數千戶人叛歸邵續。
司馬睿以邵續為平原樂安太守、右將軍、冀州刺史。太興元年（318年），段匹磾殺害并州刺史劉琨，這件事令他大失人心，實力大降，被逼轉為依靠邵續。晉元帝進邵續號平北將軍、假節，封祝阿子。邵續一直與盤據青州的曹嶷相爭，其時邵續派了侄兒邵存與段文鴦帶著段匹磾的部眾去平原郡取糧食，但就遭石勒將石虎擊敗；曹嶷趁機進攻邵續的屯田，又抄掠他的民戶，令邵續為了應付兩邊戰線而疲於奔命，亦令邵續調文鴦及邵存到濟南黃巾固威逼曹嶷，令其暫時與自己通和。
太興三年（320年），段末杯再攻段匹磾，匹磾兵敗並邀邵續合力反擊，於是邵續與匹磾一同追末杯，獲勝而返，並讓匹磾及文鴦繼續進攻，圖收復薊城。可是，石勒看到這是機會消滅邵續，派了石虎圍攻厭次，並抄掠當地民戶。邵續領兵出城抵抗，但遭石虎設伏截斷歸路，最終被俘。石虎命邵續說降，但邵續對城中的侄兒邵竺說：「我立志要消除國難，以報我受國家的恩惠，但不幸有這樣下場。你們自己要努力，奉段匹磾為主，不要有二心。」石虎隨後將邵續送到石勒根據地襄國，石勒欣賞他忠君的情操，命張賓準備館舍並厚待他，更以其為自己從事中郎，又下令以後有擒獲俊傑都要送來，不要隨便殺害，就想再獲得這些忠臣。晉元帝知邵續被擒後亦下詔褒揚邵續，並讓其子邵緝承襲其官爵。
不過，厭次城雖然仍舊堅守，但還是在太興四年（321年）遭石勒軍隊攻下。邵續最終亦被殺害。

## 性格特徵
- 邵續為人樸素，志向剛直，博覽經史又長談論理義，更加能解天文。而邵續被石勒俘虜後雖然獲其安置，但親身耕種賣菜以自給自足，石勒得知後也很欣賞他的清苦，多次賜穀物和布帛給他，並常在朝堂上嗟歎，想勉勵他的官員。

## 延伸阅读
[在维基数据编辑]
 《晉書/卷063》，出自房玄齡《晉書》